# ジョン・S・マケイン・ジュニア
ジョン・シドニー・マケイン・ジュニア（John Sidney McCain Jr.、 1911年1月17日 - 1981年3月22日）は、アメリカ海軍の軍人、海軍大将。
同名の父親ジョン・S・マケイン・シニアも海軍大将であり、同名の息子のジョン・マケイン三世は元海軍飛行士でありアリゾナ州選出上院議員である。

## 生涯
1911年、アイオワ州カウンシルブラッフスで誕生。1931年にアメリカ海軍兵学校を卒業した。1933年には、石油試掘者アーチボルド・ライト（Archibald Wright）の娘、ロベルタ・ライトとメキシコのバハ・カリフォルニア州ティフアナで駆け落ちし、結婚した。
第二次世界大戦中、マケイン・ジュニアは潜水艦ガンネル (USS Gunnel, SS-253) 艦長としてトーチ作戦に参加した。大西洋で活動した多くのアメリカ潜水艦同様、ガンネルも友軍機によって誤って攻撃された。ガンネルが搭載したホーヴェン＝オーエンス＝レントシュラー製ディーゼルエンジンは頻繁に故障し、ある時など4基すべてが停止したため残りの1,800kmを小型補助艇によって牽引されなければならなかった。ガンネルは修理のためドック入りし、北アフリカ沖の偵察任務はハッド (USS Haddo, SS-255) が交代した。
マケイン提督は1972年に退役し余生を過ごす。1981年3月22日、大西洋上空を航行中のヨーロッパ行きの旅客機内にて、心筋梗塞のため死去した。3月27日にアーリントン国立墓地に葬られた。
アーレイバーク級ミサイル駆逐艦のジョン・S・マケイン (USS John S. McCain, DDG-56) は彼と彼の父親に因んで命名された。

## 賞罰
- 海軍殊勲章
- シルバースター
- レジオン・オブ・メリット
- ブロンズスター・メダル